# Obodnik
Obodnik (szerbül: Ободник), falu Bosznia-Hercegovinában, a Bosanska Krajina keleti részén, Kotor-Varoš községben, a Szerb Köztársaságban. 

## Fekvése
A település Bosznia-Hercegovina északi részén, Banja Lukától légvonalban 33, közúton 45 km-re délkeletre, községközpontjától légvonalban 10, közúton 14 km-re délkeletre, a Kruševica és a Vigošća folyók találkozásánál, 340 m tengerszint feletti magasságban található. Ezen a helyen a Vrbanja völgye a Večićko poljéig és a Vrbanjaci feletti Uzlomac-hegység fennsíkjáig terjed. Áthalad rajta az M4-es főút (Banja Luka – Matuzići), amely az M17-es főúthoz csatlakozik. Kruševica torkolatánál található az R-440-es aszfaltozott regionális út Šiprage és Kruševo Brdo irányába tartó leágazása. Hegy alatti dombok veszik körül: délkeleten a Poturak (790 m), északnyugaton a Lisina (703 m) és északon a Veliki Obodnik (640 m). A hegyoldalakat tölgy-gyertyános és vegyes lombos-tűlevelű erdő borítja.

## Népessége
| Nemzetiségi csoport | Népesség 1991 | Népesség 2013 |
| ------------------- | ------------- | ------------- |
| Szerb               | 833           | 660           |
| Bosnyák             | 0             | 1             |
| Horvát              | 4             | 1             |
| Jugoszláv           | 3             | 0             |
| Egyéb               | 2             | 1             |
| Összesen            | 842           | 663           |

## Története
A szerb lakosságú település 1878-ig tartozott az Oszmán Birodalomhoz, ekkor a berlini kongresszus határozata alapján az Osztrák-Magyar Monarchia része lett. 1879-ben az első osztrák-magyar népszámlálás során a Banja Luka-i járáshoz tartozó településnek 17 háztartása és 189 ortodox lakosa volt.  1910-ben a Kotor Varoš-i járáshoz tartozó településen 28 háztartást, 223 ortodox és 1 muszlim lakost találtak. A monarchia szétesésével 1918-ban előbb a Szerb-Horvát-Szlovén Királyság, majd 1929-től a Jugoszláv Királyság része lett. 1921-ben 364 lakosa volt, melyből 355 ortodox és 9 római katolikus volt. Az 1929-es törvény értelmében, amikor Bosznia-Hercegovinát négy banovinára, Drinskára, Vrbaskára, Zetskára és Primorskára osztották, a település a Vrbaska banovina része lett, amelynek székhelye Banja Luka volt. 
Jugoszlávia megszállása után a Független Horvát Állam (NDH) része lett. A második világháború alatt Obodnik a nemzeti felszabadító és az ellenséges egységek kommunikációs központja, valamint az 1944-es obodnički csata színhelye volt. A második világháború után 1992-ig a szocialista Jugoszlávia részeként a Bosznia-Hercegovinai Népköztársasághoz tartozott. 1992 elején Obodnica lakossága helyi közösségükön belül részt vett a szomszédos horvát és bosnyák települések, valamint a Vrbanja-völgy más falvainak etnikai tisztogatásában. A Vrbanja völgyében, Kruševo Brdótól Banja Lukáig minden horvát és bosnyák település elpusztult. A helyi lakosságot megölték, megkínozták és/vagy száműzték. A boszniai háborút lezáró daytoni békeszerződést követő területfelosztásnál Kotor-Varoš község részeként a Szerb Köztársaság területéhez került. 

## Nevezetességei
A falu pravoszláv temploma 2007 és 2010 között épült. 2007-ben szentelték fel a templom alapjait, három évvel később a templom harangjait, majd ezt követően fejeződtek be a belső munkálatok.

## Fordítás
- Ez a szócikk részben vagy egészben  az   Obodnik című bosnyák Wikipédia-szócikk ezen változatának fordításán alapul.  Az eredeti cikk szerkesztőit annak laptörténete sorolja fel. Ez a jelzés csupán a megfogalmazás eredetét és a szerzői jogokat jelzi, nem szolgál a cikkben szereplő információk forrásmegjelöléseként.